# گوستاوو د سیمون
 گوستاوو د سیمون (اسپانیایی: Gustavo de Simone‎؛ زادهٔ ۲۳ آوریل ۱۹۴۸) یک بازیکن فوتبال، و سرمربی (فوتبال) اهل اروگوئه است.

## تیم ملی
وی همچنین در تیم ملی فوتبال اروگوئه بازی کرده است.